# UJA Alfortville
El Union de la Jeunesse Arménienne de Paris fue un club de fútbol francés de la ciudad de Val-de-Marne. Fue fundado en 1926 y juega en la Championnat de France Amateurs.
En el 2012 se unió al SC Maccabi du Paris formando el UJA Maccabi Paris Métropole